# Stadtwerke Ratingen
Die Stadtwerke Ratingen GmbH ist ein kommunales Versorgungsunternehmen, das Ratinger Haushalte mit Strom, Erdgas, Trinkwasser und Fernwärme beliefert sowie über die hundertprozentige Tochter KomMITT-Ratingen GmbH und deren eigene Marke Rapeedo mit Telekommunikationsleistungen (Internet, Telefonie, Fernsehen) über ein eigenes Glasfasernetz (FttB, Fibre to the Building). Da die Stadt Ratingen mehr als 75 Prozent Anteile am Unternehmen hält, bleibt ein Großteil der erwirtschafteten Gewinne in Ratingen selbst. Die Stadtwerke betreiben zudem zwei Hallenbäder, ein Freibad und ein Allwetterbad mit Saunalandschaft. Außerdem werden den Kunden kostenlos Serviceangebote zur Energieeinsparung sowie Förderprogramme und Dienstleistungen rund um das Thema Energieeffizienz angeboten.

## Geschichte
Die zentrale Wasserversorgung existiert in Ratingen bereits seit 1893, die Versorgung mit Elektrizität kam im Jahr 1907 hinzu. Bis 1914 wurde in der Stadt auch Gas erzeugt, später entschied man sich jedoch für den Bezug von Kokereigas. 1967 begann dann der Bezug und Vertrieb von Erdgas und noch im gleichen Jahr wurde der Stadtteil Ratingen-West mit Fernwärme versorgt.
Im Jahr 1976 wandelte man den bisherigen Eigenbetrieb in die Stadtwerke Ratingen GmbH um und 1991 übernahm das Unternehmen zusätzlich den Betrieb der öffentlichen Schwimmbäder.
Bis 1996 wurden die Ortsteile Homberg, Hösel, Lintorf, Eggerscheidt und Schwarzbach noch von der RWE AG mit Elektrizität beliefert, erst danach übernahmen die Stadtwerke die Versorgung des gesamten Ratinger Stadtgebiets.
Im Jahr 2011 erhielten die Stadtwerke den politischen Auftrag, Teile von Breitscheid, welche bislang von keinem kommerziellen Anbieter mit einem Breitband-Internetzugang versorgt wurden, via Glasfaser zu versorgen. Ende 2011 wurden die ersten Haushalte angeschlossen. Das Angebot umfasst schnelles Internet, Telefonie und Fernsehen.
Über die hierzu gegründete Tochter KomMITT-Ratingen GmbH wurde in den Folgejahren das Angebot auf viele weitere Stadtgebiete ausgedehnt.
Seit dem 1. Oktober 2021 verkaufen die Stadtwerke Ratingen an Kunden mit einem Jahresstromverbrauch von unter 100.000 kWh ausschließlich vom TÜV Nord zertifizierten Ökostrom.

## Struktur
Im Jahr 2017 beschäftigte das Unternehmen insgesamt 276 Mitarbeiter (227 bei den Stadtwerken Ratingen, 49 bei KomMITT), davon 9 Auszubildende. Gesellschafter der Stadtwerke Ratingen sind die Stadt Ratingen (75,23 %) sowie die rhenag Rheinische Energie Aktiengesellschaft (24,77 %).
Die Stadtwerke Ratingen sind nach eigenen Angaben zuständig für:
- rund 1.290 Kilometer Stromleitung
- gut 380 Kilometer Erdgasleitung
- über 20 Kilometer Wärmeleitung
- über 390 Kilometer Trinkwasserleitung
- 6 Stromübernahmestationen
- 11 Blockheizkraftwerke
- 1 Fernheizkraftwerk
- 1 Windenergieanlage
- 1 Erdgastankstelle und 4 Elektroladesäulen
- 2 Hallenbäder, 1 Freibad, 1 Allwetterbad mit Saunen
- ein Versorgungsgebiet von ca. 89 km²
- gut 93.000 Einwohner
- schätzungsweise 45.000 Haushalte

## Kennzahlen
|                           | 2013            | 2016            | 2017            | 2021            | 2022            |
| ------------------------- | --------------- | --------------- | --------------- | --------------- | --------------- |
| Stromabsatz               | 303.000.000 kWh | 250.000.000 kWh | 256.000.000 kWh | 229.000.000 kWh | 226.000.000 kWh |
| Erdgasabsatz              | 716.000.000 kWh | 610.000.000 kWh | 613.000.000 kWh | 615.000.000 kWh | 530.000.000 kWh |
| Wärmeabsatz               | 86.000.000 kWh  | 84.000.000 kWh  | 83.000.000 kWh  | 96.000.000 kWh  | 76.000.000 kWh  |
| Trinkwasserabsatz         | 4.900.000 m³    | 5.400.000 m³    | 5.600.000 m³    | 5.400.000 m³    | 5.500.000 m3    |
| Badbesucher               | 491.185         | 507.534         | 486.351         | 193.210         | 384.111         |
| Saunabesucher             | 44.118          | 46.648          | 45.255          | 11.606          | 22.898          |
| Mitarbeiter/Auszubildende | 237 / 10        | 262 / 9         | 276 / 9         | 231 / 14        | 229 / 12        |